# Glitnefonna
De Glitnefonna is een ijskap op het eiland Nordaustlandet, dat deel uitmaakt van de Noorse eilandengroep Spitsbergen. De ijskap ligt op het schiereiland Scaniahalvøya in Gustav Adolfland.
Ten noordoosten van de ijskap ligt de baai Palanderbukta en ten zuidwesten de Straat Hinlopen. Naar het oosten ligt de ijskap Vegafonna.
Aan de noordzijde van de ijskap liggen twee gletsjers die in de baai Palanderbukta uitkomen: Clasebreen en Holtenbreen.
De ijskap is vernoemd naar de god Glitnir uit de noordse mythologie.